# Brigitte Klump
Brigitte Klump (* 23. Januar 1935 in Groß-Linichen, Pommern; † 10. Juli 2023 in München) war eine deutsche Autorin. Als privater Beschwerdeführer bei den Vereinten Nationen setzte sie sich für die Zusammenführung von getrennten Familien ein. Sie war ein Opfer von Zersetzungsmaßnahmen der DDR-Staatssicherheit.

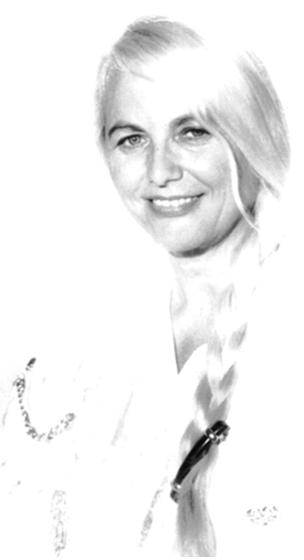
Brigitte Klump (1984)

## Leben
Brigitte Klump wuchs als drittes von fünf Geschwistern in Groß-Linichen, einem kleinen Dorf in Hinterpommern, als Tochter eines Landwirts und Kaufmanns auf. Als 1945 das Dorf im Krieg eingekesselt wurde, flüchtete die Familie in einem Lazarettzug nach Glöwen, Kreis Westprignitz (Mark Brandenburg). Hier beteiligte sich ihr Vater, ein Großraumlandwirt, an der Bodenreform und gründete die Landwirtschaftlichen Produktionsgenossenschaft (LPG) in Glöwen, deren Leitung er übernahm. 1953, nach dem Abitur in Havelberg, volontierte Brigitte Klump in der Berliner Zentralredaktion der Wochenzeitung Der Freie Bauer. Die Redaktion delegierte sie 1954 zum Studium an die Fakultät für Journalistik der Karl-Marx-Universität Leipzig. Diese Fakultät wurde vom Volksmund das „rote Kloster“ genannt.
Im Januar 1956 sollte Brigitte Klump eine Seminararbeit schreiben, „Die Vulgarisierung der Literatur durch Bertolt Brecht“. Als Wieland Herzfelde – einer ihrer Lehrer und Brechts erster Verleger – davon erfuhr, schickte er sie damit zu Brecht in sein Theater am Schiffbauerdamm. Brecht lud die Leipziger Studenten ein, sich selbst eine Meinung zu bilden, eine Aufführung des Berliner Ensembles zu sehen und anschließend mit ihm zu diskutieren. Der Kulturklub der Leipziger Universität organisierte einen Sonderzug für 700 Studenten. Walter Ulbricht verhinderte die Reise durch die Vortäuschung von Gleisarbeiten. Helene Weigel ließ sich die ausgefallene Vorstellung von der Parteileitung der SED bezahlen. Dieser Verstoß gegen die Studiendisziplin aktivierte das Ministerium für Staatssicherheit (MfS) gegen Brigitte Klump, ein naives Mädchen, das im Strudel der Ereignisse zur politischen Persönlichkeit reifte. Sie wurde mit den Methoden der Bespitzelung, Denunziation, Erpressung und psychischen Konditionierung zur sozialistischen Journalistin erzogen.
Als die parteilose Studentin sich nicht den Bewährungsaufgaben des MfS unterwarf, Freunde und Kommilitonen zu bespitzeln, suchte sie Rat bei Helene Weigel, der Intendantin des Brecht-Theaters, und machte im Berliner Ensemble 1956/57 ein Regiepraktikum unter der Leitung von Benno Besson, dem Schweizer Meisterschüler von Bertolt Brecht. Der Dekan der Fakultät, Hermann Budzislawski, eröffnete Helene Weigel während eines Kamingesprächs, dass Bewährungsaufgaben für das MfS unverzichtbar für die Erteilung des Diploms eines sozialistischen Journalisten seien. Brigitte Klump floh am 13. November 1957 aus der DDR und setzte ihr Studium an der Freien Universität in West-Berlin fort.
Brigitte Klump heiratete 1958 in erster Ehe Johannes Zirwas, den späteren Professor der Soziologie, 1960 in zweiter Ehe Wolf Heckmann, den späteren langjährigen Chefredakteur der Hamburger Morgenpost, ließ sich exmatrikulieren und wurde Mutter zweier Kinder.

## Wirken
Als 1978 ihr erstes Buch Das rote Kloster im Verlag Hoffmann und Campe erscheinen sollte, schaltete sich das Ministerium für Kultur der DDR ein und bot durch den Unterhändler Otto Gotsche, Mitglied des ZK der SED, dem Verleger Rüdiger Hildebrandt 1 Million DM in Lizenzen an, damit er diese Autobiografie nicht veröffentliche. Er lehnte ab, weil er nicht als ein Verleger in die Geschichte der Literatur eingehen wollte, der ein Buch unterdrückt habe. Dieses Buch, ein Dokument der Zeitgeschichte, gelangte in kürzester Zeit auf die vorderen Ränge der Bestsellerlisten des Nachrichtenmagazins Der Spiegel sowie der Bestenliste der Literatur und löste ein gewaltiges Medienecho aus.

### Privater Beschwerdeführer bei den Vereinten Nationen
1979 wurde Brigitte Klump erneut in deutsch-deutsche Querelen hineingezogen, als ihr 19-jähriger Neffe Klaus Klump versuchte, über die Grenze zu fliehen, um bei seinem Onkel Wolf Heckmann in Hamburg Journalist zu werden. Die Flucht misslang, er kam ins Gefängnis. Die DDR lehnte über den Rechtsanwalt Wolfgang Vogel jeden Freikaufversuch ab. Klump suchte das Generalsekretariat der Vereinten Nationen in New York und das Auswärtige Amt auf und erfuhr von dem UNO-Verfahren 1503. Seit 1980 war Klump als privater Beschwerdeführer bei den Vereinten Nationen in Genf tätig. Mit ihren Sammelbeschwerden half sie, deutsch-deutsche Familien zusammenzuführen, wenn innerdeutsche Verhandlungen an den beharrlichen Absagen der örtlichen DDR-Behörden scheiterten.
Die Ausreise aus der DDR wurde Klaus Klump und seinen Eltern am 13. November 1980, drei Monate nach dem Überreichen der UN-Sammelbeschwerde, gewährt und bestätigte damit die Wirksamkeit der UNO Methode 1503, die Brigitte Klump zur Anwendung der Resolution 1503(XLVIII)ECOSOC entwickelt hatte. Jetzt zeigte sich, dass mit dem Nachdruck der Vereinten Nationen die Familienzusammenführungen ohne Freikauf möglich waren.
1981 beschreibt Brigitte Klump in ihrem zweiten Buch, Freiheit hat keinen Preis, einem Report über nationale und internationale Politik, die Durchsetzung der UNO-Methode 1503. Der Menschenhandel war seit 1973, mit dem Zutritt beider deutscher Staaten zu den Vereinten Nationen (UN), zum Imageproblem geworden. Durch die insgesamt verbuchten Einnahmen von 3,4 Milliarden DM für den Menschenhandel wurde die DDR regelrecht dazu verführt, systematisch Menschen auf Vorrat einzukerkern, um sie dann stückweise für 95.875 DM durch Rechtsanwalt Wolfgang Vogel an die Bundesrepublik Deutschland zu verkaufen. Verleger Rüdiger Hildebrandt, inzwischen Chef des Hauses Droemer Knaur, kaufte 1983 die Taschenbuchrechte von Freiheit hat keinen Preis auf und verhalf diesem Buch zu einem großen Medienerfolg, vor allem in ARD- und ZDF-Fernsehsendungen, die in der DDR gesehen wurden und so praktische Bürgerhilfe leisteten.

### Hungerstreik zugunsten von DDR-Sportlern
Im Fall der geflüchteten Sportler der DDR verweigerte das Politbüro des Zentralkomitees der SED hartnäckig bis zu sieben Jahren die Familienzusammenführung. Brigitte Klump mobilisierte 1984 einen Hungerstreik, den sie in Stafette an die Sportler weitergab, der sich viele Gymnasiasten anschlossen. Der Medienrummel führte dazu, dass Egon Krenz, Politbüro-Mitglied, verantwortlich für den Sport der DDR, das Ausreiseverbot der getrennten Familien aufheben ließ. Nach der Wiedervereinigung entschuldigte sich der mit dem Freikauf befasste DDR-Anwalt Wolfgang Vogel am 13. November 1991 brieflich bei Brigitte Klump, dass sie unter den damaligen Verhältnissen nicht kooperieren durften. Und er beteuerte, dass er keinesfalls in den Fällen ihrer UNO-Beschwerde bei der Bundesregierung abgerechnet habe.
Da die DDR eine Schmälerung ihres internationalen Ansehens fürchtete, gab sie von 1980 bis 1989 ohne jede weitere Repressalie die 4.000 Bürger der DDR frei, die auf den Klump-Sammellisten als Opfer aufgelistet waren. Falls Übergriffe des MfS gegen UNO-Petenten versucht wurden, protestierte Brigitte Klump mit einem Telegramm beim Generalstaatsanwalt der DDR dagegen und erreichte so, dass in solchen Fällen innerhalb von 14 Tagen die Ausreise verfügt wurde. Da die Behörden aus Menschen bestehen, die von Vorgesetzten nicht gern zur Verantwortung gezogen werden wollen, überlegte sich Brigitte Klump, diese DDR-Behörden zu verschonen, wenn sie zur Kooperation bereit waren, und weitete ihre UNO-Methode zum Kooperationsmodell aus. Sowie sie eine Sammelliste im Sekretariat der UNO in Genf eingereicht hatte, unterrichtete sie mit einer Vorabinformation die betroffene Behörde der DDR und ersuchte um sofortige Abwicklung, da so das UNO-Verfahren vermieden werden könnte. Die Behörden bedankten sich im Regelfall für diese Vorabinformation mit der stillschweigenden Genehmigung der Übersiedlung innerhalb eines Jahres, so dass eine Anklageerhebung der UN vermieden werden konnte. Das Kooperationsmodell bot sich deshalb an, weil Muammar al-Gaddafi die Abstimmungen in der UN-Menschenrechtskommission mit seiner damaligen Organisation für Afrikanische Einheit (OUA) majorisierte (heute Afrikanische Union, AU) und mit den Stimmen seiner 53 Staaten seinen politischen Freund Erich Honecker regelmäßig zu begünstigen suchte.

## Rezeption

### Maßnahmen der Staatssicherheit
Nach der Wiedervereinigung Deutschlands zeigte sich in der „Gauck-Behörde“, dass mit der Tätigkeit der „Feindperson“ Brigitte Klump grenzüberschreitend die Zentrale Koordinierungsgruppe (ZKG) Abt. 5 des MfS befasst war und den Operativen Vorgang „Kloster“ angelegt hatte. Laut BStU-Unterlagen belegte das Ministerium für Staatssicherheit Brigitte Klump bis 1989 auf dem Boden der Bundesrepublik Deutschland mit „Zersetzungsmaßnahmen“. 19 Hauptabteilungen waren von den Stellvertretern des Ministers Erich Mielke zur Kompromittierung, Bespitzelung und Desinformation auf die Autorin und ihre Familie angesetzt. Gerhard Neiber, Markus Wolf, Werner Großmann und Rudi Mittig ließen die Autorin bis zum Ende der SED-Diktatur in der DDR rund um die Uhr mittels Postkontrollen, Telefonüberwachungen und Einbrüchen in ihre Wohnung überwachen.

### Medienecho in der Bundesrepublik
In der Bundesrepublik Deutschland berichteten alle großen Printmedien, Hörfunk und Fernsehen über Das rote Kloster und Brigitte Klumps UNO-Methode.
- Gerhard Zwerenz: Attentäter und Geheime Dienste. In: Frankfurter Rundschau, 21. Oktober 1978,
- Dieter Hildebrandt: Nachlaß aus dem Roten Kloster. In: Die Zeit, 20. Oktober 1978
- Rolf Donner: Erstürmt die Höhen der Kultur. In: Der Spiegel, 7/1980[21]
- Methode 1503, im Alleingang will eine Bundesbürgerin durchboxen, daß die DDR wegen Menschenrechtsverletzungen von der UNO verurteilt wird. In: Der Spiegel, 36/1980[22]
- Geschieden durch Mauer und Stacheldraht. In: Stern, 4. Oktober 1984

## Werke

### Das rote Kloster, eine deutsche Erziehung
Von 1954, als das „rote Kloster“ zur selbständigen Fakultät erklärt wurde, bis 1978, der Veröffentlichung des Buches der Autorin, gab es kein einziges Buch, das über die tatsächlichen Verhältnisse im Innern des Instituts aufklärte. Aus Furcht vor grenzüberschreitenden Repressalien hielten geflüchtete Eingeweihte den Mund, denn das rote Kloster war ein Ausbildungsinstitut des ZK der SED, nur formal der Universität unterstellt. Auch Brigitte Klump schrieb ihre Erlebnisse erst 19 Jahre später auf, als sie genug Abstand zu ihren Emotionen hatte.
Als sie 1957 in den Westen floh, war sie, wie alle ihre Mitstudenten, ein Reserveoffiziersbewerber der DDR. Nach den Leninschen Prinzipien sollten sozialistische Journalisten die schärfste Waffe der Partei sein. Brigitte Klump nennt die handelnden Personen beim Namen. Keine der genannten Personen hat jemals Klage erhoben, denn die Dialoge sind authentisch wiedergegeben. Das Buch ist keine Abrechnung mit der Vergangenheit und diffamiert nicht. Brigitte Klump beschreibt ihre Erfahrungen mit dem MfS, ebenso ihre Kommilitonen Reiner Kunze, Helga M. Novak und Wolf Biermann. Das Buch wurde in 5½ Monaten geschrieben und erschien bis 1998 in verschiedenen Auflagen.

### Freiheit hat keinen Preis, ein deutsch-deutscher Report
Das Buch beginnt 1977 auf einem Presseball in Hamburg. Brigitte Klump begleitet ihren Mann Wolf Heckmann, den Chefredakteur der Hamburger Morgenpost, auf den Ball. Ein Freund des Hauses, ein südamerikanischer Diplomat, bringt Brigitte Klump schrittweise zurück in die Politik. Als ihr 19-jähriger Neffe Klaus bei einem Fluchtversuch in der DDR verhaftet wird, rät der Diplomat, die Vereinten Nationen um Rat zu fragen. Sie kontaktiert 1980 den deutschen UNO-Botschafter Rüdiger von Wechmar in New York, und er schickt sie mit ihrer Petition ins Generalsekretariat der Vereinten Nationen. Sie wollte nicht nur ihrem Neffen helfen, sondern auch anderen Familien, die durch die Mauer getrennt waren.
Der zuständige Referatsleiter im Auswärtigen Amt in Bonn unterrichtet Brigitte Klump, dass die zutreffende Resolution 1503(XLVIII) des Wirtschafts- und Sozialrats der UNO nicht veröffentlicht worden ist. Bei der UNO in Genf erkundigt sie sich nach den Bedingungen des Verfahrens von 1503. Hier erfährt sie, dass mit einer Einzelbeschwerde nichts zu erreichen sei. Es müssten mindestens 20 Fälle in einer Sammelbeschwerde enthalten sein. Stichtag ist der 1. August; wird dieser Termin verpasst, muss ein ganzes Jahr auf die nächste Verhandlung gewartet werden. Bundesdeutsche Zeitungen informieren ihre Leser, eine Hausfrau habe ein Loch in der Mauer gefunden. Tausende Hilfesuchende wenden sich an Brigitte Klump. In kürzester Zeit stellt sie eine Sammelbeschwerde von 23 Petitionen für Bürger in Not zusammen.
Diese erste Sammelbeschwerde führt zur Anklageerhebung im Frühjahr 1981. Der Ostblockstaat DDR sitzt auf der Anklagebank der Vereinten Nationen. Die UNO befasst sich zum ersten Mal mit den Menschenrechtsverletzungen in der DDR. Brigitte Klump traf zur richtigen Zeit die richtigen Leute, die ihr in New York, Genf, Berlin, Bonn und Hammamet weiterhalfen.

### Weitere Werke
- 1998: Mitwirkende der Top-Story-Filmproduktion Bertolt Brecht, Liebe, Revolution und andere gefährliche Sachen, Auslandsproduktion mit ARTE und Goethe-Institut (Filmstudio Babelsberg)[23]
- 1988–2009: Systematische Ahnenforschung zur Familienüberlieferung L’OEil[24][25][26]

## Auszeichnungen
- Bestenlisten der Literatur[27] (SWF), 1978
- Bestsellerliste, Der Spiegel,[28] 1978/79
- Bundesverdienstkreuz am Bande, verliehen von Bundespräsident Richard von Weizsäcker[29] am 30. Oktober 1984